# Овадаш
Овадаш (порт. Ovadas) — район (фрегезия) в Португалии, входит в округ Визеу. Является составной частью муниципалитета Резенде. По старому административному делению входил в провинцию Дору-Литорал. Входит в экономико-статистический субрегион Тамега, входящий в Северный регион. Население составляет 337 человек на 2001 год. Занимает площадь 10,19 км².